# Lasar Brodskyj

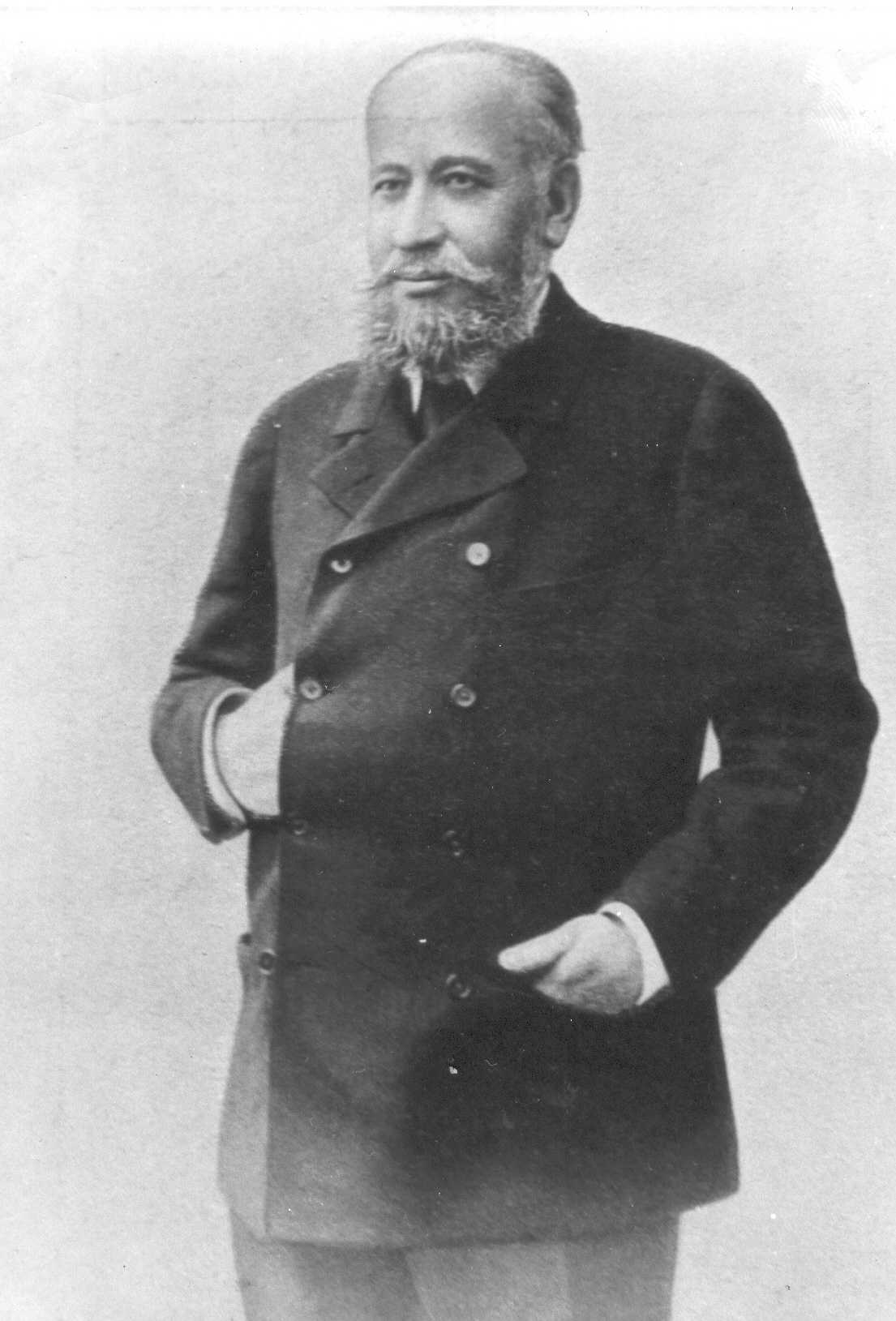
Lasar Brodskyj

Lasar Israjilowytsch Brodskyj (* 26. Augustjul. / 7. September 1848greg. in Slatopil, Gouvernement Kiew, Russisches Reich; † 2. Oktober 1904 in Basel, Schweiz) war ein ukrainischer Unternehmer, Zuckermagnat, Philanthrop und Mäzen.

## Leben
Zur Welt kam Brodskyj als Sohn des Juden Israel Brodskyj, dem Gründer einer Zuckerfabrik, im Schtetl Slatopil im Gouvernement Kiew. Lasar Brodskyj war später, zusammen mit seinem Vater und seinem Bruder, im Zuckergeschäft sehr erfolgreich und erwarb ein riesiges Vermögen. Darüber hinaus dehnte er seine Unternehmertätigkeit auf zahlreiche weitere Branchen aus.
Seinen philanthropischen Aktivitäten verdanken zahlreiche Gebäude in Kiew, darunter die Bessarabska-Markthalle, das Kiewer Polytechnische Institut und die größte der Kiewer Synagogen, die später nach ihm benannte Brodsky-Synagoge, ihre Existenz.
Brodskyj erhielt einige Auszeichnungen, so wurde er im Anschluss an die Pariser Weltausstellung im Jahr 1900 in die Ehrenlegion aufgenommen und bekam den Orden des Heiligen Wladimir verliehen.
Brodskyj starb im Jahr 1904 in den Ferien im schweizerischen Basel an Diabetes. Sein Leichnam traf am 24. September 1904 per Zug in Kiew ein und wurde von tausenden Menschen in Empfang genommen. Die Trauerfeier fand am selben Tag in der von ihm erbauten Synagoge statt. Nach einem Trauerzug von dort zum jüdischen Teil des Lukjaniwska-Friedhof wurde er in einem Marmorgewölbe begraben.

## Familie
Zwei Töchter Brodskyjs heirateten in die ukrainische Unternehmerfamilie Günzburg ein. Während Clara Brodskyj (1880–1940) Vladimir de Gunzburg (1873–1932) heiratete, ehelichte Marguerite (Guetia, 1884–1973) in erster Ehe Isaac Demitri (Berza) de Gunzburg (1870–1918, im russischen Bürgerkrieg verschollen). Nach dessen Tod heiratete sie in zweiter Ehe Alfred Edouard Goldschmidt (1871–1954), einem Mitglied der Bankiersfamilie Goldschmidt. Eine weitere Tochter Brodskyjs, Marie (gest. 1945), heiratete 1891 Jules Dreyfus (1859–1942), Mitinhaber der Schweizer Privatbank Dreyfus Söhne & Cie. in Basel. Brodskyjs Schwester Rebecca (1845–1914) war in zweiter Ehe mit dem österreichischen Augenarzt und Neuroanatomen Ludwig Mauthner (1840–1894) verheiratet.